# هاسکی انرژی

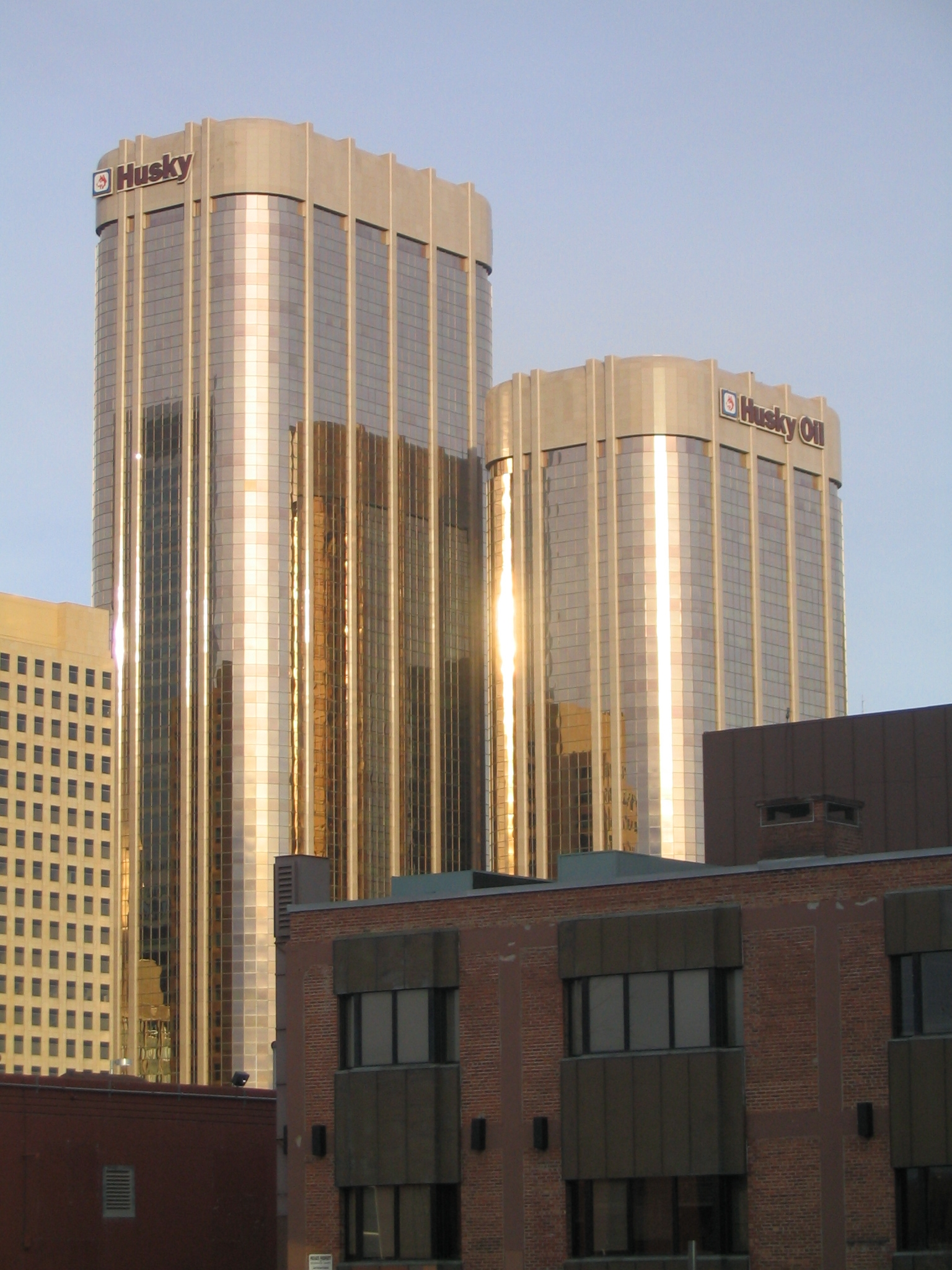
دفتر مرکزی هاسکی انرژی، مستقر در کالگری آلبرتا، کانادا

هاسکی انرژی (به انگلیسی: Husky Energy) شرکت نفتی کانادایی است، که دفتر مرکزی آن در کالگری، آلبرتا قرار دارد.
بنیاد هاسکی در غرب کانادا مستقر است، که شامل میادین نفت و گاز طبیعی و نیز قراردادهای بزرگ و کوچک نفت و گاز است. این شرکت دارای تولید قابل‌توجهی نفت سنگین می‌باشد، همچنین دارای طیف وسیعی از عملیات پایین دستی نفتی؛ از جمله پالایشگاهها و ارتقاء خطوط لوله است.
شرکت هاسکی همچنین دارای مجموعه‌ای از ماسه‌های نفتی در شمال آلبرتا است، که شامل ۲۵۰۰ کیلومتر مربع در فورت مک‌موری واقع در منطقه‌ای خارج از ساحل شرقی کانادا و در اقیانوس اطلس می‌باشد.
این شرکت دارای ۲۰ مجوز اکتشاف و تولید در میدان نفتی ترا نوا و میدان نفتی وایت رز می‌باشد. هاسکی انرجی دارای سهام در میدان نفتی ونچانگ چین بوده، همچنین در حال توسعه میدان گازی لی‌وان در دریای چین می‌باشد.
این شرکت همچنین دارای حق اکتشاف در مناطق نفتی دریایی کشور اندونزی است. در ایالات متحده، کمپانی هاسکی، مالک یک پالایشگاه در لیما، اوهایو بوده و نیز دارای ۵۰ درصد از سهام یک پالایشگاه در تولدو، اوهایو است، که بقیه سهام این پالایشگاه در اختیار شرکت بی‌پی می‌باشد.
تعداد کارکنان هاسکی انرژی ۴۷۰۰ نفر است. این شرکت نفتی در سال ۲۰۱۱ دارایی‌های خود را معادل ۳۲ میلیارد دلار اعلام نمود. کمپانی هاسکی به‌طور متوسط روزانه معادل ۳۱۳ هزار بشکه نفت تولید می‌کند. هاسکی انرژی در حال حاضر یکی از بزرگترین شرکت‌های انرژی در کانادا می‌باشد.